# Sjoukje Dijkstra
Sjoukje Rosalinde Dijkstra (Aussprache: [ˈʃʌukjə ˈdɛikstra], * 28. Januar 1942 in Akkrum, Friesland; † 2. Mai 2024 in Someren, Noord-Brabant) war eine niederländische Eiskunstläuferin, die im Einzellauf startete. Sie war Olympiasiegerin von 1964, Weltmeisterin von 1962 bis 1964 und Europameisterin von 1960 bis 1964.

## Werdegang
Sjoukje Dijkstra war eine Tochter des Eisschnellläufers Luitzen „Lou“ Dijkstra (1909–1964), der an den Olympischen Spielen 1936 in Garmisch-Partenkirchen teilgenommen hatte. Sie begann im Alter von sechs Jahren mit dem Eiskunstlaufen und wurde schnell als Talent erkannt. Bereits mit zwölf Jahren nahm sie an ihrer ersten Europameisterschaft teil. Trainiert in London von Arnold Gerschwiler, dem Onkel des Eiskunstlaufweltmeisters Hans Gerschwiler, begann sie von da an, gemeinsam mit ihrer etwas älteren Landsfrau Joan Haanappel, sich kontinuierlich zu verbessern. Nachdem sie viermal Zweite bei den nationalen Meisterschaften hinter Haanappel geworden war, gewann sie im Jahr 1959 ihren ersten nationalen Meistertitel vor ihrer Konkurrentin. Es war der erste von sechs nationalen Meistertiteln in Folge.
Im selben Jahr gewann sie auch ihre ersten internationalen Medaillen. Bei der Europameisterschaft in Davos wurde sie Vize-Europameisterin hinter der Österreicherin Hanna Walter und bei der Weltmeisterschaft in Colorado Springs errang sie die Bronzemedaille hinter Carol Heiss und Walter. Ein Jahr später, im olympischen Jahr 1960, gewann Dijkstra ihren ersten großen internationalen Titel. Bei der Europameisterschaft in Garmisch-Partenkirchen wurde sie Europameisterin vor Regine Heitzer aus Österreich und ihrer niederländischen Landsfrau Haanappel. Es war der erste Europameisterschaftstitel im Eiskunstlauf für die Niederlande. Bei der Weltmeisterschaft in Vancouver wurde Dijkstra Vize-Weltmeisterin hinter Carol Heiss. Dasselbe Ergebnis erreichte sie bei den Olympischen Spielen in Squaw Valley, als sie die Silbermedaille hinter der unbezwingbar scheinenden US-Amerikanerin gewann. Es waren bereits ihre zweiten Olympischen Spiele nach 1956, bei denen sie Zwölfte geworden war. Carol Heiss trat nach ihrem Olympiasieg 1960 und ihrem letzten Weltmeistertitel zurück und so war der Weg frei für Dijkstra, die von nun an die Weltkonkurrenz dominierte und alle Wettbewerbe gewann, die sie bestritt. 1961 verteidigte sie ihren Europameisterschaftstitel in Berlin mit einstimmigem Punktrichterurteil vor Regine Heitzer. In diesem Jahr wurde die Weltmeisterschaft aufgrund des Flugzeugabsturzes der US-Mannschaft abgesagt. Dies kostete sie wahrscheinlich einen Weltmeistertitel.
1962 gewann Dijkstra zum dritten Mal in Folge den EM-Titel, erneut mit Einstimmigkeit vor Regine Heitzer (Österreich), die noch mehrmals ihre Hauptkonkurrentin sein sollte. Im selben Jahr holte sie in Prag ihren ersten WM-Titel – was ihr genauso deutlich gelang wie bei der EM, diesmal aber vor der Kanadierin Wendy Griner. Es war das erste Gold für die Niederlande bei einer Eiskunstlaufweltmeisterschaft. Im Jahr 1963 konnte sie beide Titel verteidigen. Bei der Europameisterschaft in Budapest siegte sie vor der Französin Nicole Hassler und bei der Weltmeisterschaft in Cortina d’Ampezzo einstimmig vor Regine Heitzer. 
Das Jahr 1964 bildete den triumphalen Abschluss ihrer Karriere. Erst gewann sie in Grenoble vor Heitzer ihren fünften EM-Titel, dann folgte in Dortmund ihr dritter WM-Titel in Folge, auch dieses Mal einstimmig vor Heitzer. Schließlich wurde Dijkstra bei ihren dritten olympischen Spielen in Innsbruck unter den Augen der niederländischen Königsfamilie einstimmig Olympiasiegerin vor der Österreicherin. Ihr Sieg bedeutete das erste olympische Gold für die Niederlande bei Winterspielen.
Dijkstras größte Stärke waren ihre Pflichtfiguren, aber sie war auch eine athletische und starke Kürläuferin, die doppelte Axelsprünge und eingesprungene Pirouetten in hoher Qualität zeigen konnte und deren Bewegungen flüssig und mit wenig Aufwand daherkamen.
Nach ihrem Olympiasieg 1964 nahm sie Abschied vom Amateursport, wechselte zu den Profis und tourte bis 1972 mit Holiday On Ice. Sie heiratete den Zirkusdompteur Karl Kossmayer, mit dem sie zwei Töchter hatte, Rosalie und Katja. Beide Töchter versuchten sich anfänglich auch im Eiskunstlaufen, zogen dann aber eine Karriere im Zirkus vor. Im Jahr 1985 wurde Dijkstra Beraterin beim niederländischen Eislaufverband. Zeitweise kommentierte sie für das niederländische Fernsehen.
Sjoukje Dijkstra starb im Mai 2024 im Alter von 82 Jahren.

## Ergebnisse
| Wettbewerb / Jahr               | 1954 | 1955 | 1956 | 1957 | 1958 | 1959 | 1960 | 1961 | 1962 | 1963 | 1964 |
| ------------------------------- | ---- | ---- | ---- | ---- | ---- | ---- | ---- | ---- | ---- | ---- | ---- |
| Olympische Winterspiele         |      |      | 12.  |      |      |      | 2.   |      |      |      | 1.   |
| Weltmeisterschaften             |      | 21.  | 16.  | 12.  | 16.  | 3.   | 2.   |      | 1.   | 1.   | 1.   |
| Europameisterschaften           | 19.  |      | 7.   |      | 6.   | 2.   | 1.   | 1.   | 1.   | 1.   | 1.   |
| Niederländische Meisterschaften | 3.   | 2.   | 2.   | 2.   | 2.   | 1.   | 1.   | 1.   | 1.   | 1.   | 1.   |